# عمليات التشغيل اليدوي
عمليات التشغيل اليدوية (بالإنجليزية: Manual machining)‏ هي العمليات التي تُؤدى بطريقة يدوية باستعمال أدوات و عدد مناسبة، و تشمل هذه العمليات:
- عمليات القطع بالأجنة.
- عمليات البرادة.
- عمليات النشر.
- عمليات الكشط.
- استبدال الأجزاء يدويًا بجانب البرشام.
- عمليات التركيب بالكبس (مكابس يدوية).
- عمليات البرغلة و التجليخ اليدوي و التلميع و التجليخ بالتحضين.

ويستخدم التشغيل علي التزجة في المصانع و ورش التشغيل و التجميع و الصيانة، و ورش صناعة العدد و الاسطمبات. و نلجأ إلي تشغيل التزجة في الحالات التي يصبح من المتعذر فيها، أو من غير المناسب اقتصاديا تأدية العملية علي الماكينات دون استخدام العمل اليدوي. و لذلك تزداد أهمية التشغيل و تظهر الحاجة إلي التشغيل علي التزجة في حالة الإنتاج بالدفعات الصغيرة، أو في حالة الإنتاج المفرد، بصورة أكبر منها في حالة الإنتاج بالدفعات الكبيرة، أو الإنتاج الكمي والتي لا تتطلب إلا القليل من التشغيل علي التزجة. و العدد الخاصة بالأشغال اليدوية عبارة عن أجنات, مناشير, مبارد, مناجل, مقصات, كماشات, أدوات ثني يدوية, أدوات تشغيل يدوية تعمل بالطاقة الكهربائية أو بالهواء المضغوط.

## القطع بالأجنة
يعتبر القطع بالأجنة من العمليات اليدوية المألوفة, و تمثل الأجنة أبسط أنواع عدد التشغيل حيث تتخذ أساسا لشرح عمليات القطع, و توضيح زواياه و كيفية تكون الجذاذة أمام عدة القطع, و تقتصر عملية القطع بالأجنة علي المشغولات التي لا تتطلب اشتراطات دقة معينة كعمليات الإزالة و تهذيب و تقريب الشكل.
و يجب أن تميل الأجنة ميلا مناسبا للشغلة و أن تكون زاوية الخلوص (α) من الكبر بحيث تؤدي إلي تخانة منتظمة للجذاذة, فعندما تميل الأجنة ميلا طفيفا علي السطح المشغل تنزلق عليه إلا أعلي و إلا توغلت الأداة في الشغلة منحدرة إلي أسفل.

## التشغيل بالمبارد
تجري عمليات البرادة اليدوية باستعمال المبارد ذات الأشكال و الأنواع المختلفة. و المبرد عبارة عن أداة قطع متعددة الأسنان أي ذات حدود قطع متعددة مرتبة بعضها وراء بعض بنظام خاص يمكنها من تسوية الأسطح, و لكل سنة حد قطع زوايا جرف و خلوص شأنها في ذلك شأن حدود القطع الأخرى, و يعتبر المبرد من العدة الأساسية المستخدمة في التشغيل اليدوي و يصنع من الصلب المصلد حراريا و يتخذ أشكالا متباينة حسب المادة المراد تشغيلها و طبيعة عملية البرادة.

### توصيف المبارد
توصف المبارد بتحديد السمات الآتية:
1. طول المبرد: طول الجزء القاطع بعد استبعاد المقبض و يتراوح عادة بين 4-18 بوصة و في النظام المتري بين 80-450 مم.
2. شكل المقطع: من حيث كونه مستطيلا أو مثلثلا أو مستديرا أو غير ذلك من الأشكال.
3. نوع الأسنان: و تكون المبارد إما مفردة القطع أو مزدوجة القطع محببة أو منحنية.
4. زوايا قطع الأسنان: حيث أن المبرد أداة قطع بالقوة العضلية فإن تصميم المبرد يجب أن يأخذ في الاعتبار ألا يزيد الجهد اللازم في البرادة اليدوية عن الحد المناسب الذي يمكن للصانع أن يبذله ومن ثم فإن أسنان المبرد التي تصنع تكون عادة بالمواصفات الآتية:

- زوايا جرف سالبة حوالي 5°.
- زاوية خلوص حوالي 56°.
- زاوية الأداة حوالي 55°.

و قد اختيرت هذه القيم لمنع أسنان المبرد من التغلغل العميق في سطح الشغلة بحيث لا يزيد عمق القطع عند الحد الذي يزيد من القوة الدافعة في عملية البرادة بالنسبة للصانع.
و تقطع أسنان المبرد بحيث تكون أحدتها القاطعة مائلة علي محور جسم المبرد مما يؤدي إلي انزلاق الرايش إلي جانب السنة واستمرار عملية القطع مع التخلص من المادة المزالة أولا بأول أثناء عملية البرادة.
و تقطع أسنان المبرد ذي المقطع المزدوج بحيث يكون ميل القطع ثنائي علي محور جسم المبرد مخالفا لميل القطع الأول عليه و بذلك ترتب الأسنان بطريقة متتالية بانحراف يسمح لكل سنة بالمساهمة بقدر صغير في عملية القطع مما يزيد من نعومة السطح فلا تظهر به مجاري أو قنوات.
و تكون أسنان القطع المزدوجة هرمية الشكل ذات قاعدة كبيرة, و تكون الأسنان قوية صعبة الشكل و هذه سمة ضرورية حيث أن المبرد يصنع من الصلب العالي الكربون عالي الصلادة مما يجعل مادة البرد قصيفة قابلة للكسر نتيجة هذه الصلادة العالية.
5.أنواع الأسنان: تتباين أسنان المبرد من حيث شكلها و طريقة إنتاجها, و تنقسم الأسنان من حيث الشكل إلي أربعة أنواع:
1. أسنان مفردة القطع.
2. أسنان مزدوجة القطع.
3. أسنان محببة أو مقرنة.
4. أسنان منحنية.

6.نعومة المبرد: يبقي بعد ذلك في توصيف المبرد عدد الأسنان في وحدة الطول و هو مايحدد درجة نعومة المبرد و يتوقف عدد الأسنان لكل سنتيمتر طولي علي الطول الكلي للمبرد عند كل درجة نعومة, و يبين الجدول التالي مواصفات المبرد من حيث عدد الأسنان فيه.
| ترقيم النعومة | طول المبرد (مم) | درجة النعومة الدارجة في دور التشغيل | عدد الأسنان لكل سم طولي |
| ------------- | --------------- | ----------------------------------- | ----------------------- |
| 0             | 100–450         | خشن                                 | 10–4٫5                  |
| 1             | 80–450          | نصف خشن                             | 16–5٫5                  |
| 2             | 80–450          | نصف ناعم                            | 25–10                   |
| 3             | 80–450          | ناعم                                | 35٫5–14                 |
| 4             | 80–450          | ناعم جدا                            | 50–25                   |
| 5             | 80–250          | نعومة فائقة                         | 71–40                   |

7.أساليب البرداة: هناك ثلاثة أساليب لاستعمال المبرد في التشغيل اليدوي و هي:
1. 1. البرادة المستقيمة (الطولية): وفيها يدفع المبرد في الاتجاه الطولي له, أو مائلا قليلا في اتجاه الشغلة, و تصمم الغالبية العظمي من المبارد للقطع بهذا الأسلوب حيث تتم الإزالة في شوط القطع (أو الشوط الأمامي).
  2. البرادة المستعرضة: وفيها يمسك المبرد باليدين من طرفيه و يجري تحريكه دفعا و سحبا عبر الشغلة و هو في وضع مستعرض بالنسبة لها و يؤدي هذا الأسلوب - مع استعمال المبرد المناسب - إلي إنتاج أسطح أكثر نعومة عنها في أسلوب البرداة الطولية.
  3. برادة المخرطة: و فيها يحرك المبرد حركة ترددية في الاتجاه الطولي عبر سطح الشغلة الجاري إدارتها علي المخرطة.

8.العناية بالمبارد:
عمر الحدود القاطعة لأسنان المبرد تصبح قصيرة إن أُسيئ اختيارها أو استعمالها أو قصر في العناية بها, و يعجر المبرد عن القطع أو تقل كفاءته عند تآكل قمم الأسنان فيه, و يظهر هذا التآكل للعين المجردة حيث ينعكس الضوء علي سطح وجه المبرد فتظهر الأسنان المتآكلة لامعة, كذلك يعجز المبرد عن القطع إن امتلأت الفراغات الواقعة  بين أسنانه بالجذاذة أو بالمواد الغريبة و لا ينشأ تلف المبرد من سوء الاستعمال و حسب و إنما يرجع تلف المبرد إلي تعرض قمم الأسنان للكسر أو التأكسد نتيجة الإهمال في الحفاظ عليه, لذلك يجب تنظيف المبارد من الرائش أو المواد الغريبة العالقة بها المحشورة بين الأسنان باستعمال فرشاة سلك رفيع من معدن لين.
9.النشر و أسلحة المنشار:

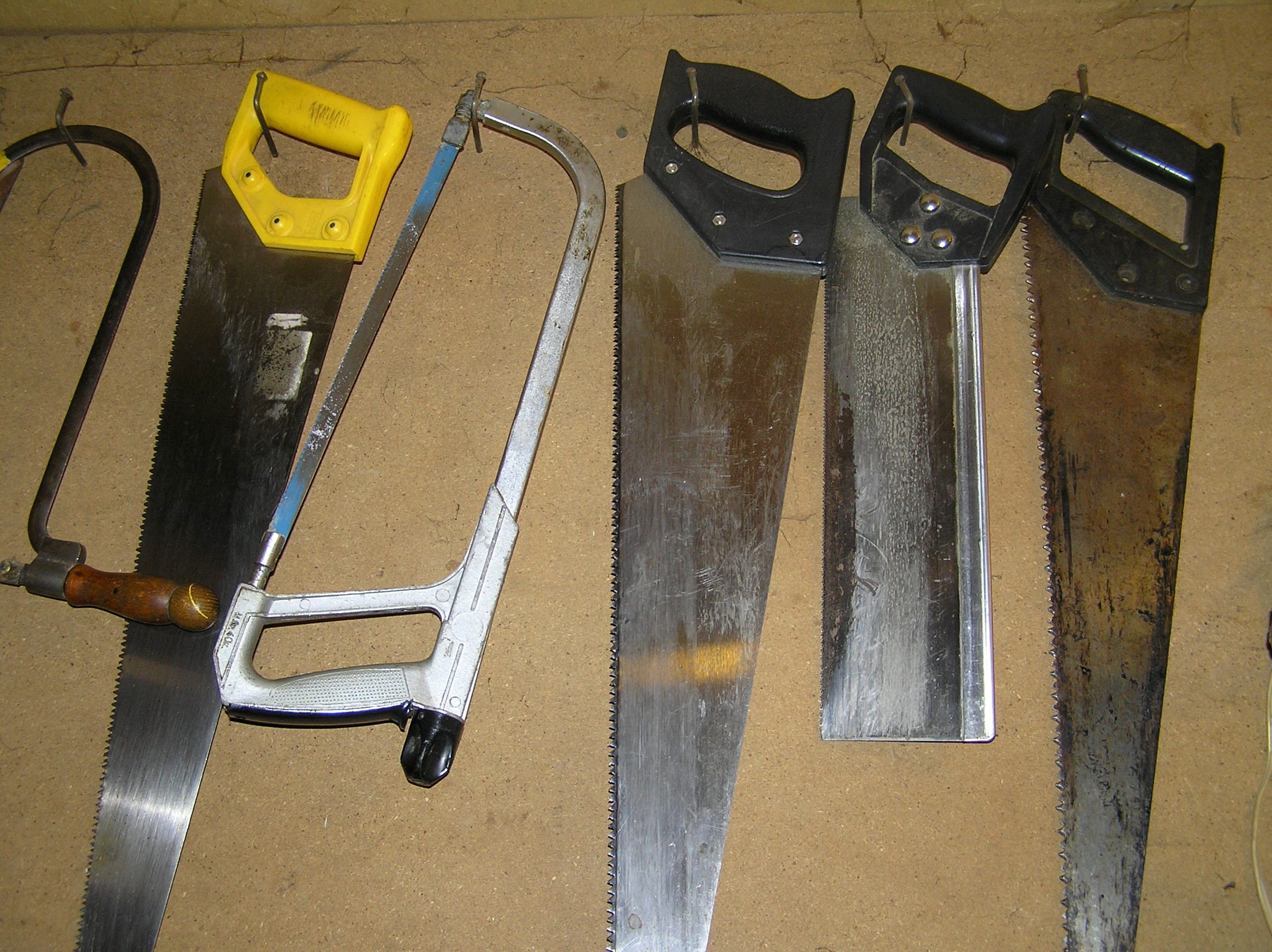
نماذج للمناشير اليدوية

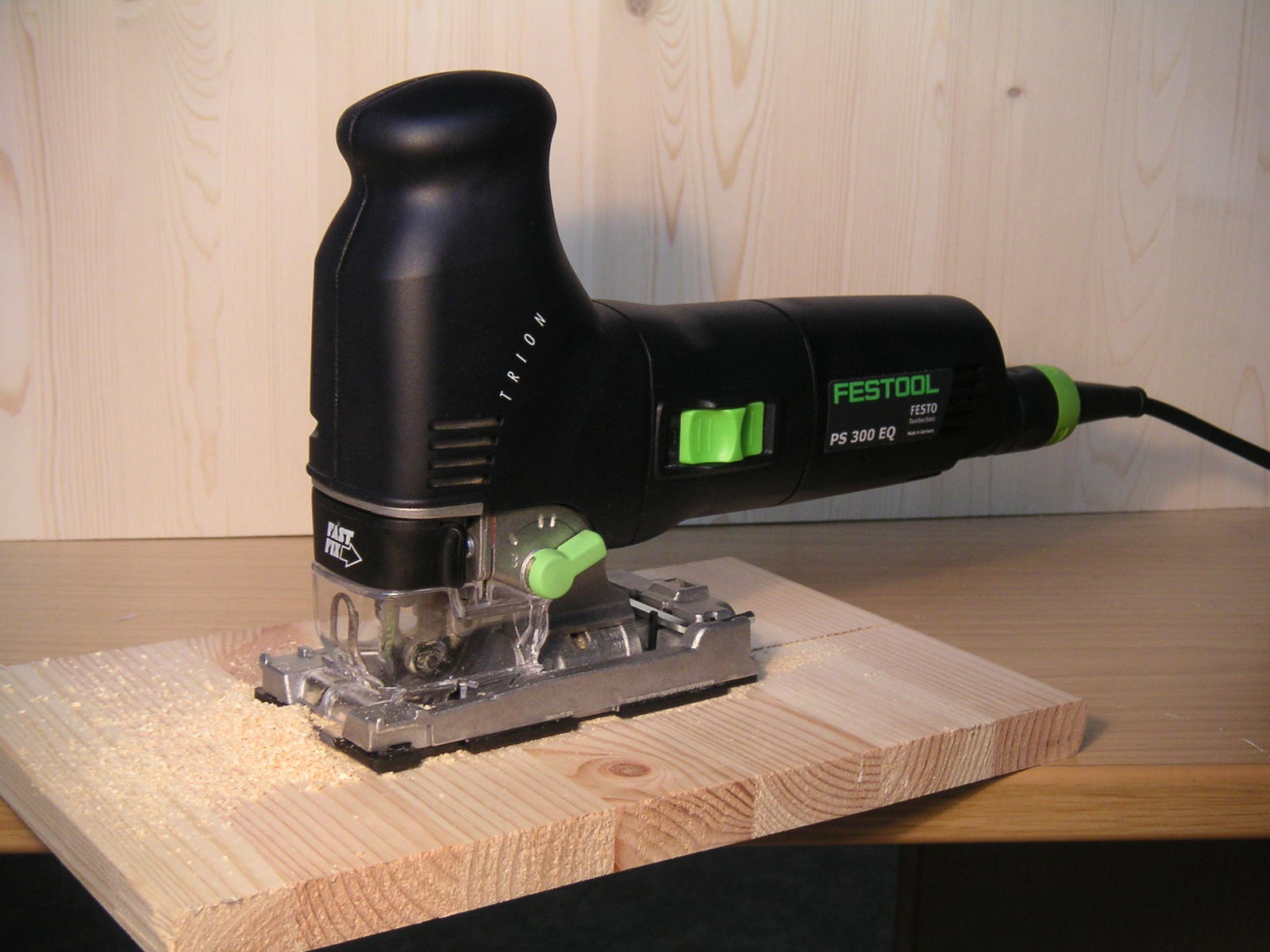
منشار يعمل بالكهرباء

تستعمل في عملية النشر معدات تشغيل إما باليد كالمناشير اليدوية أو بالقدرة الميكانيكة كالمناشير الترددية و التشريطية و القرصية, و تختلف أسلحة المنشار المستعملة في هذه المعدات من حيث الأشكال و المقاسات حسب الغرض من استعمالها, هذا و يجب مراعاة تثبيت الأسلحة في الوضع الصحيح بالنسبة لاتجاه القطع, و تثبت الأسلحة إما في إطارات أو مقابض خاصة لإمكان إستعمالها باليد. و تصنع الأسلحة من الصلب الكربوني و تصلد باتباع طرق خاصة لتصبح فائقة الصلادة إلا أنها تكون قصيفة مما لا يمكنها من تحمل الثني أو الطرق.